# Гемідосконалі числа
У теорії чисел, гемідосконалі числа це додатні цілі числа з напівцілим індексом надлишковості {\displaystyle {\frac {\sigma _{0}(n)}{n}}}.
Для заданого непарного числа k, число n називається k-гемідосконалим тоді і тільки тоді, коли сума всіх додатних дільників n (функція дільників, {\displaystyle \sigma _{1}(n)}) дорівнює {\displaystyle {\frac {k}{2}}\times n}.

## Найменші k-гемідосконалі числа
Наведена таблиця містить найменші k-гемідосконалі числа для всіх непарних k ≤ 17 — послідовність A088912 з Онлайн енциклопедії послідовностей цілих чисел, OEIS:
| k  | Найменші k-гемідосконалі числа                                                                   |
| -- | ------------------------------------------------------------------------------------------------ |
| 3  | 2                                                                                                |
| 5  | 24                                                                                               |
| 7  | 4320                                                                                             |
| 9  | 8910720                                                                                          |
| 11 | 17116004505600                                                                                   |
| 13 | 170974031122008628879954060917200710847692800                                                    |
| 15 | 12749472205565550032020636281352368036406720997031277595140988449695952806020854579200000        |
| 17 | 271729040046448641747763903254412045883878769499118590150999633476834773375898827571681824886513 |

Наприклад, 24 це 5-гемідосконале число, тому що сума дільників 24 дорівнює:
1 + 2 + 3 + 4 + 6 + 8 + 12 + 24 = 60 = {\displaystyle {\frac {5}{2}}} × 24.